# Coucieiro (Paderne de Allariz)
Coucieiro (llamada oficialmente San Vicente de Coucieiro) es una parroquia y una aldea del municipio español de Paderne de Allariz, en la provincia de Orense, Galicia.

## Toponimia
La parroquia también es conocida por el nombre de San Vicente de Concieiro.

## Organización territorial
La parroquia está formada por nueve entidades de población, constando ocho de ellas en el nomenclátor del Instituto Nacional de Estadística español:
- Costa (A Costa)
- Concieiro (Coucieiro)
- Covelo (O Covelo)
- Moredo (O Moredo)
- La Neta (A Neta)
- Ousende
- Penelas
- Pousada (A Pousada)
- Vaamonde (Baamonde)

## Demografía

### Parroquia
| Gráfica de evolución demográfica de Coucieiro (parroquia) entre 2000 y 2023 |
|                                                                             |
| Datos según el nomenclátor publicado por el INE.                            |

### Aldea
| Gráfica de evolución demográfica de Concieiro (aldea) entre 2000 y 2023 |
|                                                                         |
| Datos según el nomenclátor publicado por el INE.                        |